# Arapaho (Oklahoma)
Arapaho település az Amerikai Egyesült Államok Oklahoma államában, Custer megyében, melynek megyeszékhelye is. Lakosainak száma 668 fő (2020. április 1.).

## Népesség
A település népességének változása:

| 2010 | 796 |
| 2020 | 668 |